# Perzikkrulziekte
Perzikkrulziekte, ook wel koublarenziekte genoemd, is een pathogene schimmelziekte, veroorzaakt door Taphrina deformans, die voorkomt bij perzik-, nectarine-, abrikoos- en amandelbomen. Geënte bomen en klonen zijn extra kwetsbaar voor de ziekte. Geslachtelijke voortplanting vermindert de intensiteit, maar geeft geen immuniteit.
De aandoening ontstaat in de wintermaanden (begin januari tot februari) wanneer het warm (8°C tot 10°C) en vochtig weer is. Onder deze condities kan de schimmel de knoppen infecteren waarbij de toekomstige bladeren worden aangetast.

## Kenmerken
Als gevolg van de aantasting door Taphrina deformans vertonen de bladeren in het voorjaar zeer ernstige misvormingen, meestal aan de uiteinden van de takken. De misvormingen verkleuren eerst rood en daarna geelbruin. Aangetaste bladeren zijn bros. Bij een zware aantasting kunnen ook de jonge vruchten en zelfs gehele takken aangetast worden en afvallen. De ziekte ontstaat in januari-februari door infectie van de knoppen. Eind mei zijn de sporen rijp en verspreiden ze zich met behulp van de regen en wind door de boom en nestelen zich weer op de knoppen.
Later in het seizoen (juni) groeit de boom door de aantasting heen en vormt hij nieuw blad, midzomer is er geen spoor meer van de ziekte te bekennen. Daar de bladval echter plaatsvindt in een periode dat het uiterste van de boom wordt gevergd - nieuwe knoppen en scheuten ontwikkelen zich in deze periode - kan de boom ernstig verzwakken, mede doordat het tijdelijk ontbreken van het blad ook de productie van voedingsstoffen (assimilatie) tijdelijk op een laag pitje doet staan. Indien de schimmelziekte gepaard gaat met een overvloedige vruchtzetting kan er tevens ernstige schade ontstaan aan de vruchtkwaliteit, scheutgroei en vorming van nieuwe bloemknoppen. Daarnaast doet de aandoening de vitaliteit van de boom jaar na jaar afnemen, waardoor de boom steeds meer moeite krijgt om door de aantasting heen te groeien. De boom kan uiteindelijk een kwijnend bestaan gaan leiden en afsterven. De krulziekte is de belangrijkste reden dat perzik en aanverwante bomen in particuliere tuinen weinig voorkomen. Het oude blad opruimen vermindert de infectiedruk.
Van enkele perzikrassen, zoals 'Revita', 'Benedicte' en 'Avalon Pride' is bewezen dat ze minder vatbaar zijn voor de krulziekte. Bij deze rassen is geen sprake van een volledige resistentie, doch van een deelresistentie. Ook de bomen van deze rassen kunnen wel worden aangetast, maar de aantasting is minder hevig en de bomen groeien sneller door een aantasting heen. Van de genoemde rassen is met name het ras 'Avalon Pride' goed resistent. Er zijn in Nederland en België (nog) geen nectarinerassen beschikbaar die een deelresistentie tegen de krulziekte bezitten.
Veel bomen hebben last van gomziekte door uitputting ten gevolge van krulziekte of te veel vruchten. Pleksgewijs treedt er uit takken en de stam vocht uit dat opdroogt tot bruingekleurde gom.

## Krulziekte voorkomen
De krulziekte ontstaat in de wintermaanden (begin januari tot februari) wanneer het warm (8°C tot 10°C) en vochtig weer is. Onder deze condities kan de schimmel de knoppen infecteren waarin de toekomstige bladeren worden aangetast.
De beste methode om de krulziekte te voorkomen is om in de wintermaanden de planten onder een afdakje te houden zodat ze droog blijven. In het voorjaar wanneer de gekrulde bladeren zichtbaar worden, is het te laat en kan men niet meer ingrijpen om de gekrulde bladeren te voorkomen.
Er zijn rassen die redelijk resistent zijn tegen krulziekte maar de standplaats is vaak medebepalend voor de vatbaarheid voor de ziekte. De beste plek is een zonnige, beschutte plaats nabij een schutting of muur zodat zonnewarmte kan terugkaatsen. De volgende rassen zijn redelijk resistent tegen krulziekte:
- Avalon pride
- Revita
- Fruteria
- Benedicte (snelle hergroei na aantasting)
- Jayhaven
- Roter weinbergs phirsich
- Redwing (veelbelovend maar nog niet getest in nl)[3]

## Behandeling
Indien toch gekozen wordt voor een vatbaar ras en deze niet onder een afdak geplaatst wordt, dan is in de wintermaanden van begin januari tot februari chemische bestrijding noodzakelijk. Zodra de aantasting in het voorjaar zichtbaar wordt op de bladeren is ze niet meer te bestrijden. Indien het gepaard gaat met een overvloedige vruchtzetting is uitdunnen van de vruchten noodzakelijk. De boom wordt daardoor meer mogelijkheid gegeven de ziekte te overgroeien. Dunnen wordt gewoonlijk gedaan als de vruchtjes de grootte van een hazelnoot hebben.
De krulziekte kan chemisch bestreden worden door middel van bespuiten met bepaalde fungiciden (schimmelbestrijdingsmiddelen). De bespuiting moet preventief plaatsvinden op het moment dat de knoppen gaan schuiven (begin januari tot begin februari). Bij een hevige aantasting in het voorafgaande jaar moet de bespuiting vervolgens worden herhaald met een interval van 10-14 dagen, tot aan de bloeiperiode. Als de ziekte al wordt waargenomen heeft bestrijding weinig zin. Van de volgende schimmeldoders is bekend dat ze werkzaam zijn tegen krulziekte: chloorthalonil, ferbam, thiram, ziram, metiram, dithianon, difenoconazol, tolylfluanide, dodine en middelen op basis van koper (zoals koperoxychloride en Bordeauxse pap). Deze stoffen kunnen onder diverse handelsnamen op de markt zijn. Niet al deze middelen zijn overal toegelaten voor toepassing bij krulziekte.
Alternatieve bestrijding is mogelijk door toepassing van zwavel met waterglas in januari/februari. Ook plantversterkende middelen zoals een aftreksel van heermoes en bepaalde buurplanten zoals knoflook, Oost-Indische kers en mierikswortel aan de voet van de boom zouden de aantasting tegengaan.